# لئو لوسرت
لئو لوسرت (انگلیسی: Leo Losert; ۳۱ اکتبر ۱۹۰۲ – ۲۲ اکتبر ۱۹۸۲) قایقران روئینگ اهل اتریش بود.